# Eucaliptos (métro de São Paulo)
Eucaliptos (en portugais : Estação Eucaliptos) est une station de la ligne 5 (Lilas) du métro de São Paulo. Elle est située au confluent de l'avenida Ibirapuera, l'avenida Cotovia et l'avenida dos Imarés, dans le quartier de Indianópolis (pt), district de Moema, à São Paulo au Brésil.
Mise en service en 2018 par le métro de São Paulo, elle est exploitée depuis par le concessionnaire ViaMobilidade.

## Situation sur le réseau

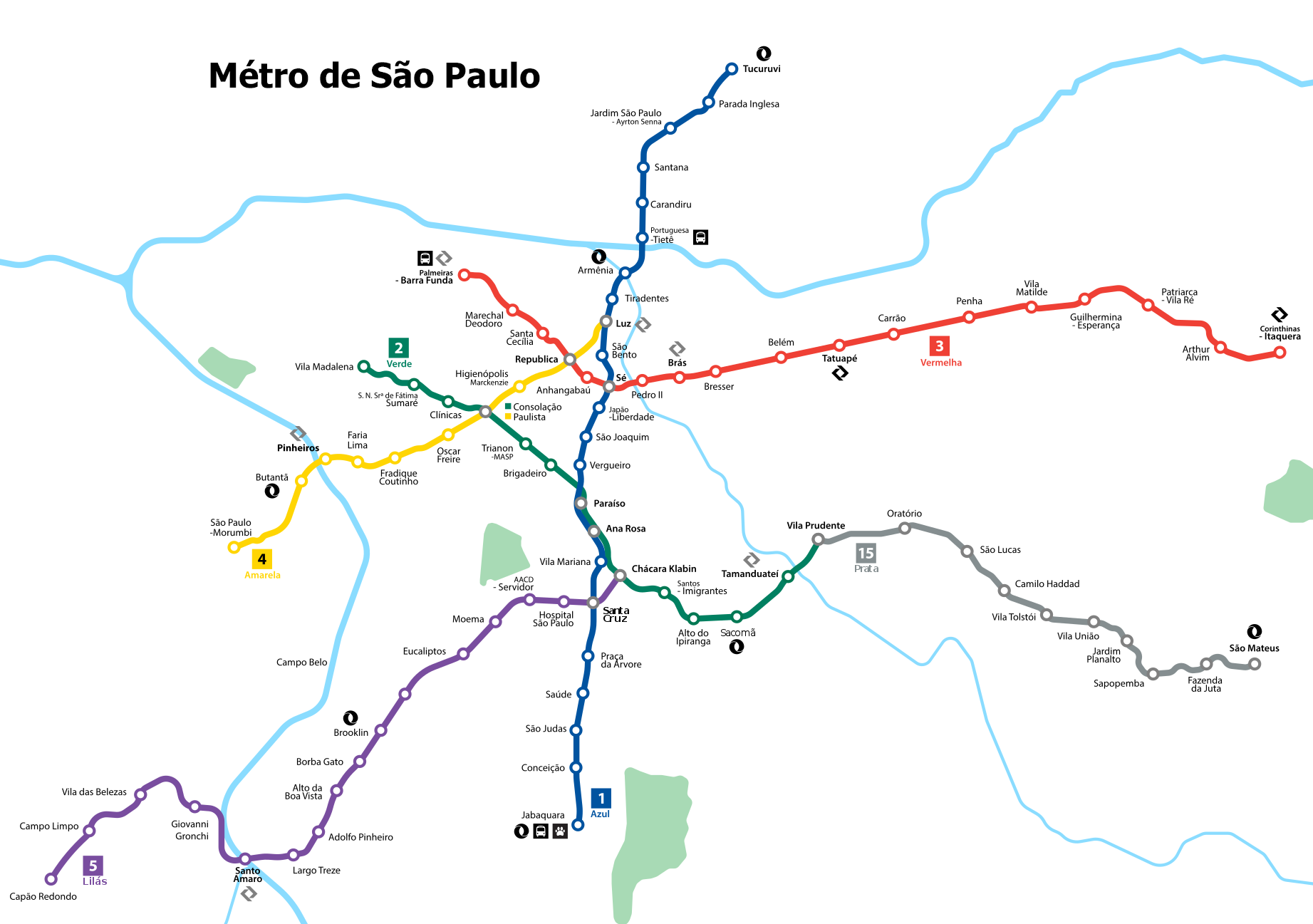
Plan du Métro de São Paulo 2020.

Établie en souterrain, la station Eucaliptos est située sur la ligne 5 (Lilas) entre les stations Campo Belo, en direction du terminus Capão Redondo, et Moema, en direction du terminus Chácara Klabin.
Elle dispose de deux quais latéraux encadrant les deux voies de la ligne.

## Histoire

### Projet et construction
Initialement, les prévisions de livraison de la station étaient pour 2014, mais un soupçon de corruption par collusion d'entreprises du parquet a fini par suspendre les travaux pendant 15 mois, entraînant le retard. Pour cette raison et aussi parce que les expropriations ont également reporté le début des travaux, l'inauguration de la station a finalement été reportée à 2018.
Par la suite, en raison de l'avancement des travaux, le gouverneur Geraldo Alckmin a promis la livraison de la station pour décembre 2017, en même temps que la station Moema. Cependant, en novembre 2017, le secrétaire des transports métropolitains, Clodoaldo Pelissioni, a déclaré que les gares seraient livrées "dans les mois à venir". Au moment où les travaux de la ligne 5 ont été interrompus, seuls 30% des travaux de génie civil de la station Eucalyptus étaient terminés,. Pelissoni a promis que d'ici la fin du mois de février 2018, il inaugurerait la station. En février, il était prévu que le 3 mars la station serait inaugurée.
Au début, la station s'appellerait Ibirapuera, mais le métro de São Paulo a décidé de changer le nom de la station en raison du fait qu'elle est située en face de l'avenue et du centre commercial qui porte également ce nom, et aussi à cause de la ligne possède une autre station sur la même avenue. Pour cette raison, le nom d'avenida dos Eucaliptos a été utilisé, qui est également proche de la station. Un autre facteur qui peut également avoir motivé ce changement est le fait que la ligne 19 - Céleste dispose d'une station projet près du parc d'Ibirapuera, qui héritera probablement de l'ancien nom de la station Eucaliptos.

### Mise en service
La station Eucaliptos est inaugurée le 2 mars 2018. La station dispose deux quais latéraux adjacents équipés de portes palière à l'étage inférieur. Chaque quai a deux escaliers fixes à ses extrémités et deux escaliers mécaniques au milieu, qui reliaient le quai à la mezzanine, accompagnés d'un ascenseur pour les personnes handicapées, qui relie les trois niveaux souterrains de la station. Trois escaliers mécaniques et un fixe doivent interconnecter le niveau de la mezzanine au niveau des blocs. Au total, la circulation verticale comprendra 13 escaliers mécaniques, 7 escaliers fixes et 5 ascenseurs. Le bâtiment des chambres techniques et opérationnelles est construit sur une structure simple de piliers et de poutres en béton, de plain-pied au-dessus de la surface, à côté de la station. Fouilles en tranchée couverte dans le corps de la station, dans les salles de billets et blocs, en mezzanine, en quai et dans l'accès secondaire. Excavation en NATM pour le tunnel transversal qui relie le corps de la station à l'accès secondaire de l'autre côté de l'avenida Ibirapuera, en passant en dessous de la même,.

Inauguration
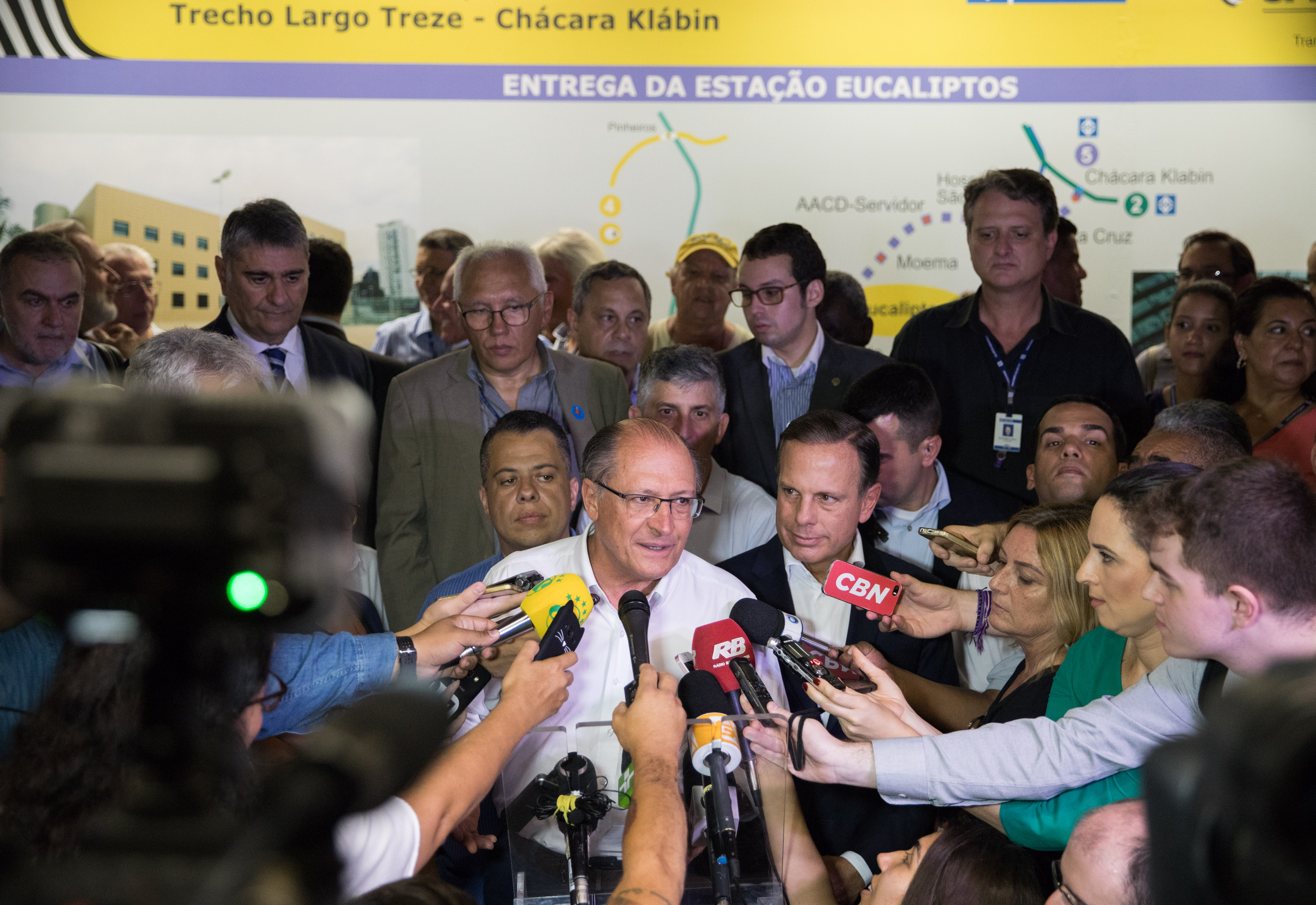
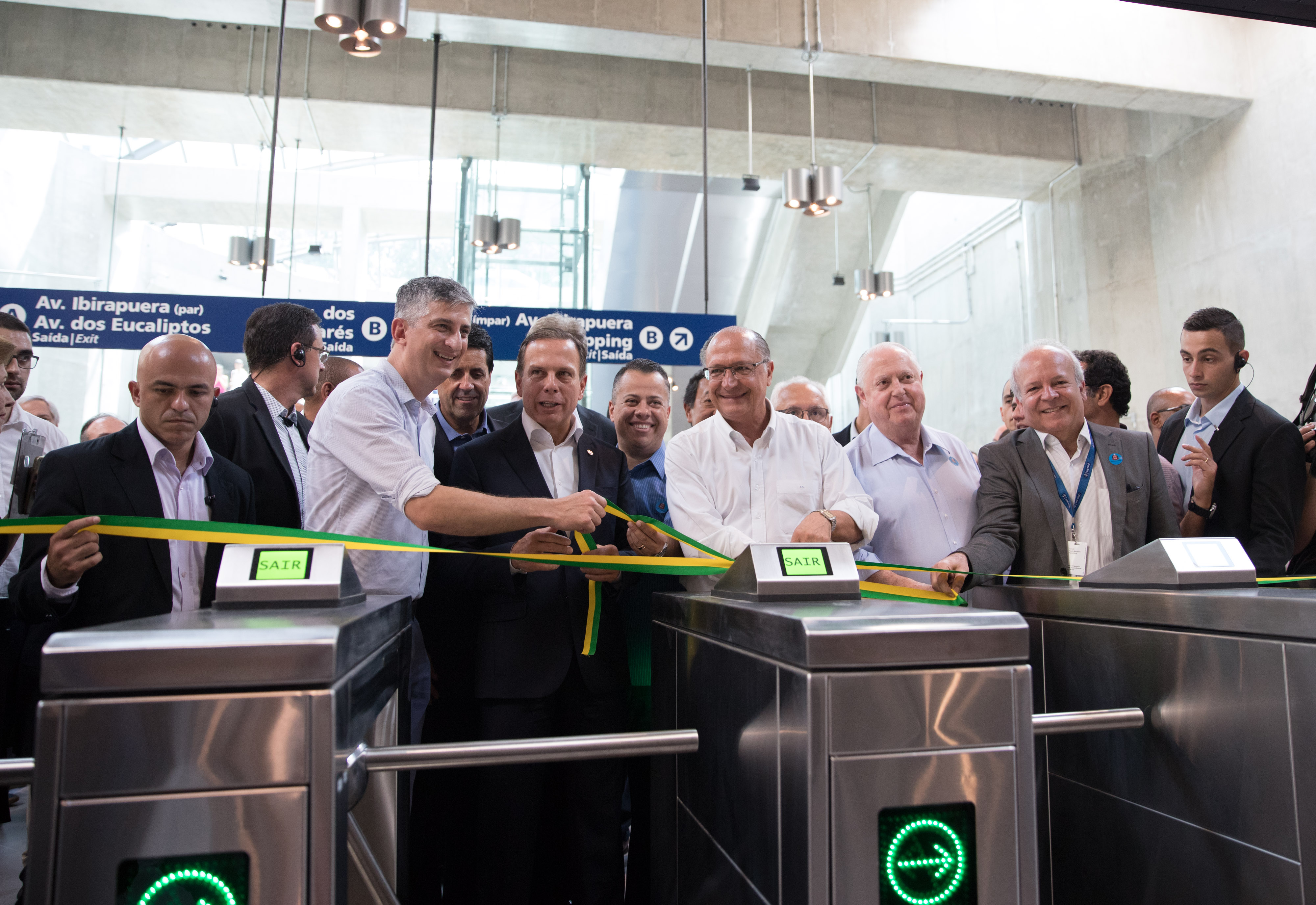
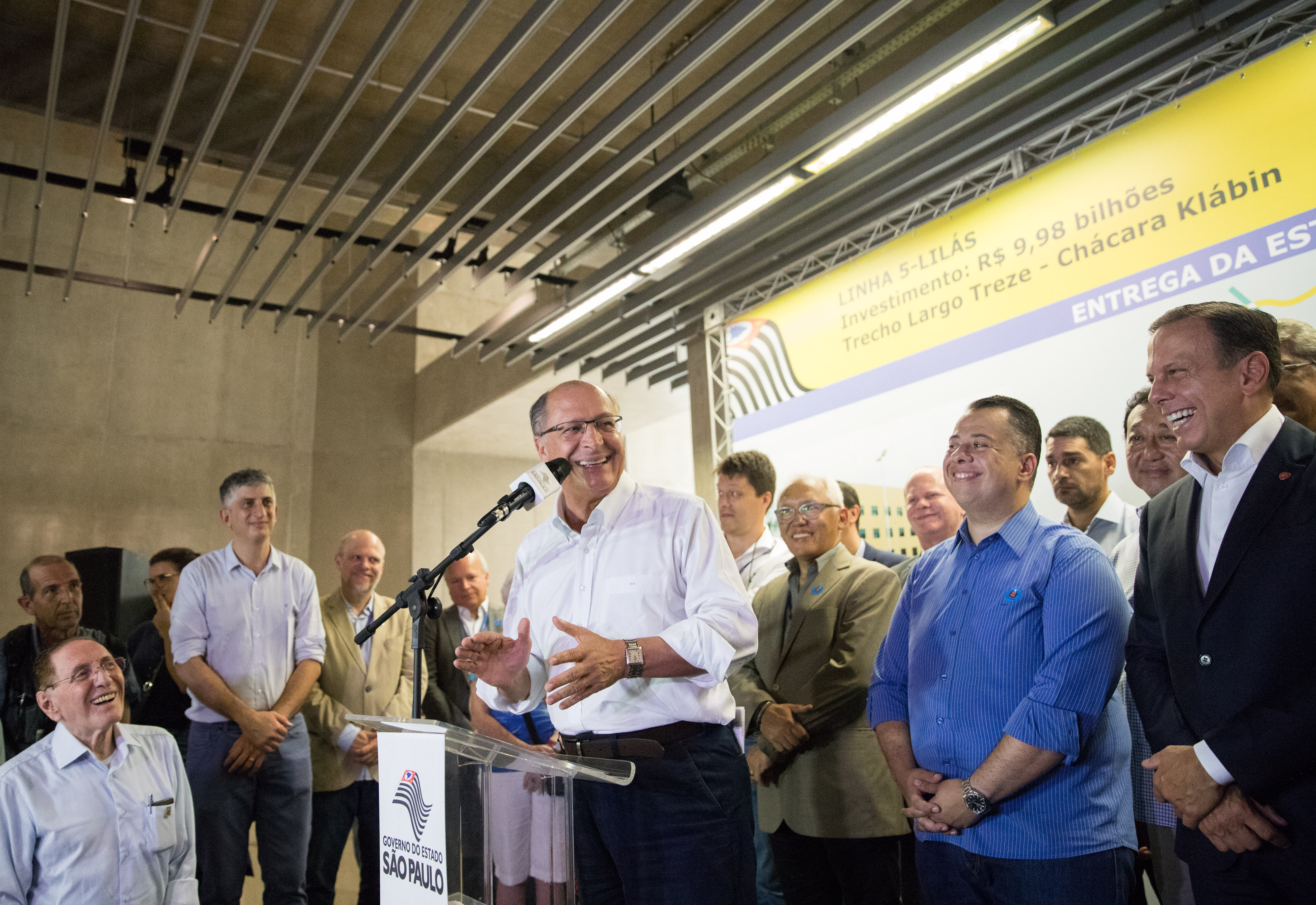

Un mois après son inauguration, elle a commencé à fonctionner à plein temps avec une charge tarifaire.

## Services aux voyageurs

### Accès et accueil
La station est accessible par le 3144 avenida lbirapuera et le 39 avenida Imarès.. Elle est accessible par les personnes à mobilité réduite.

Installations
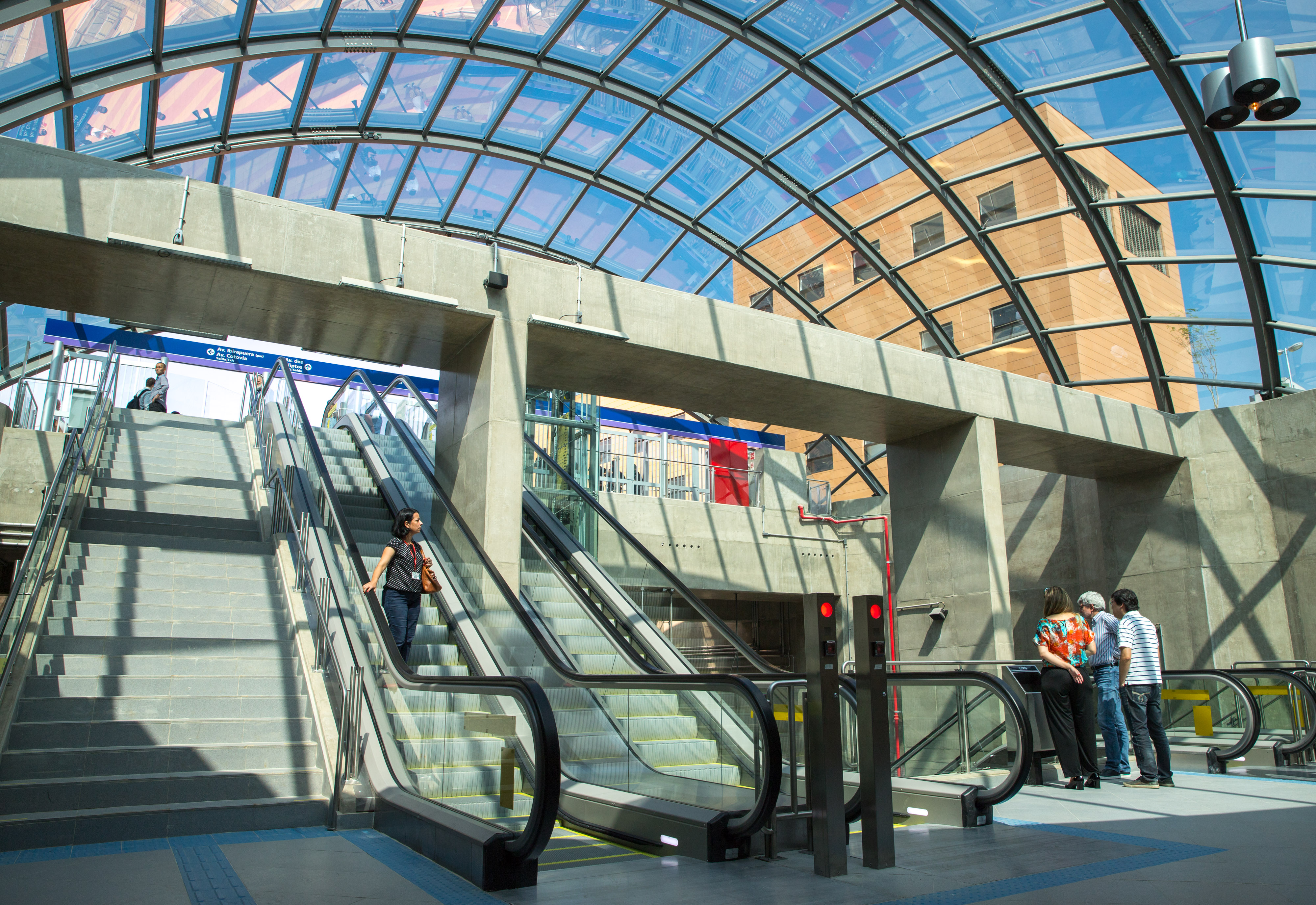
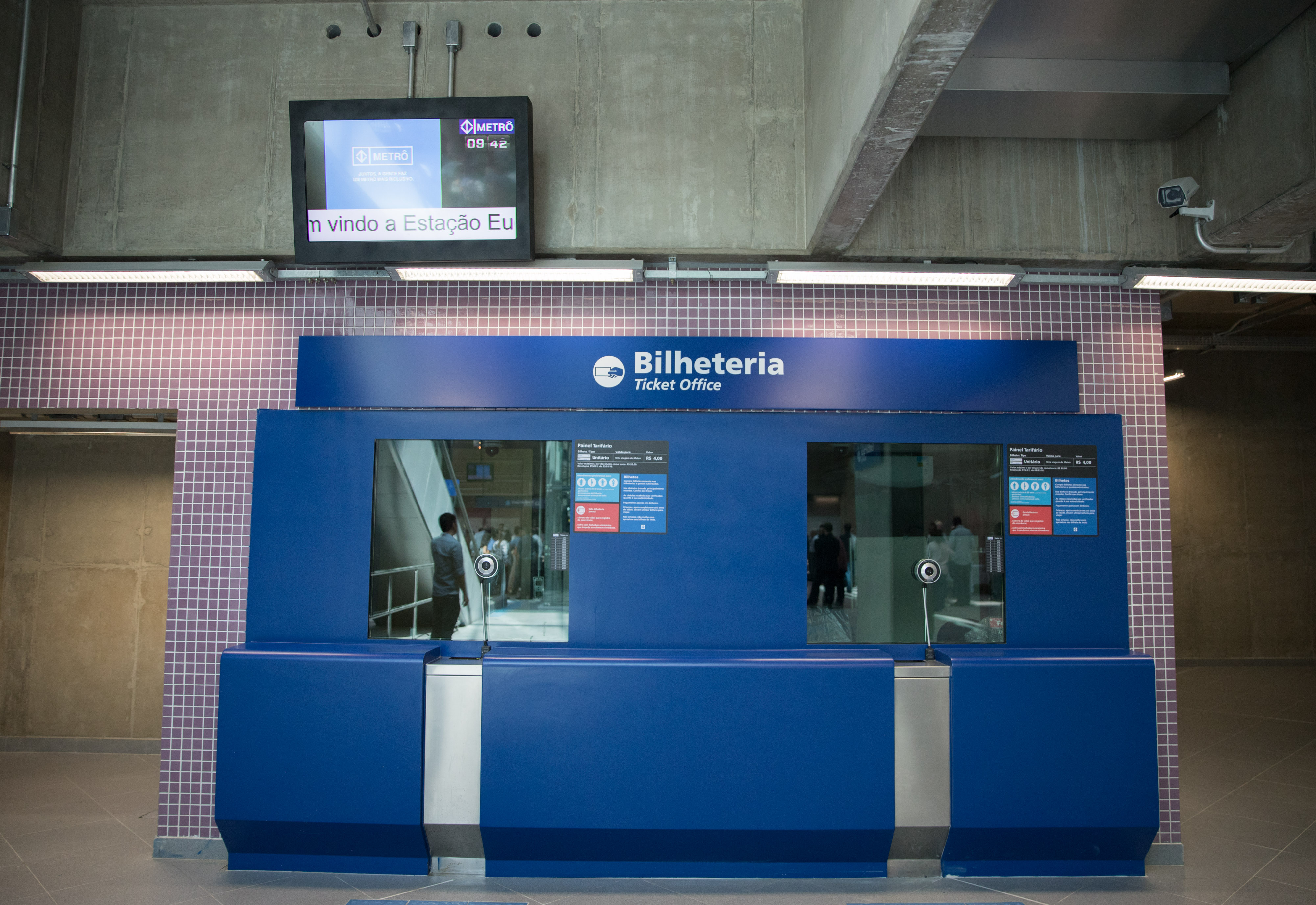
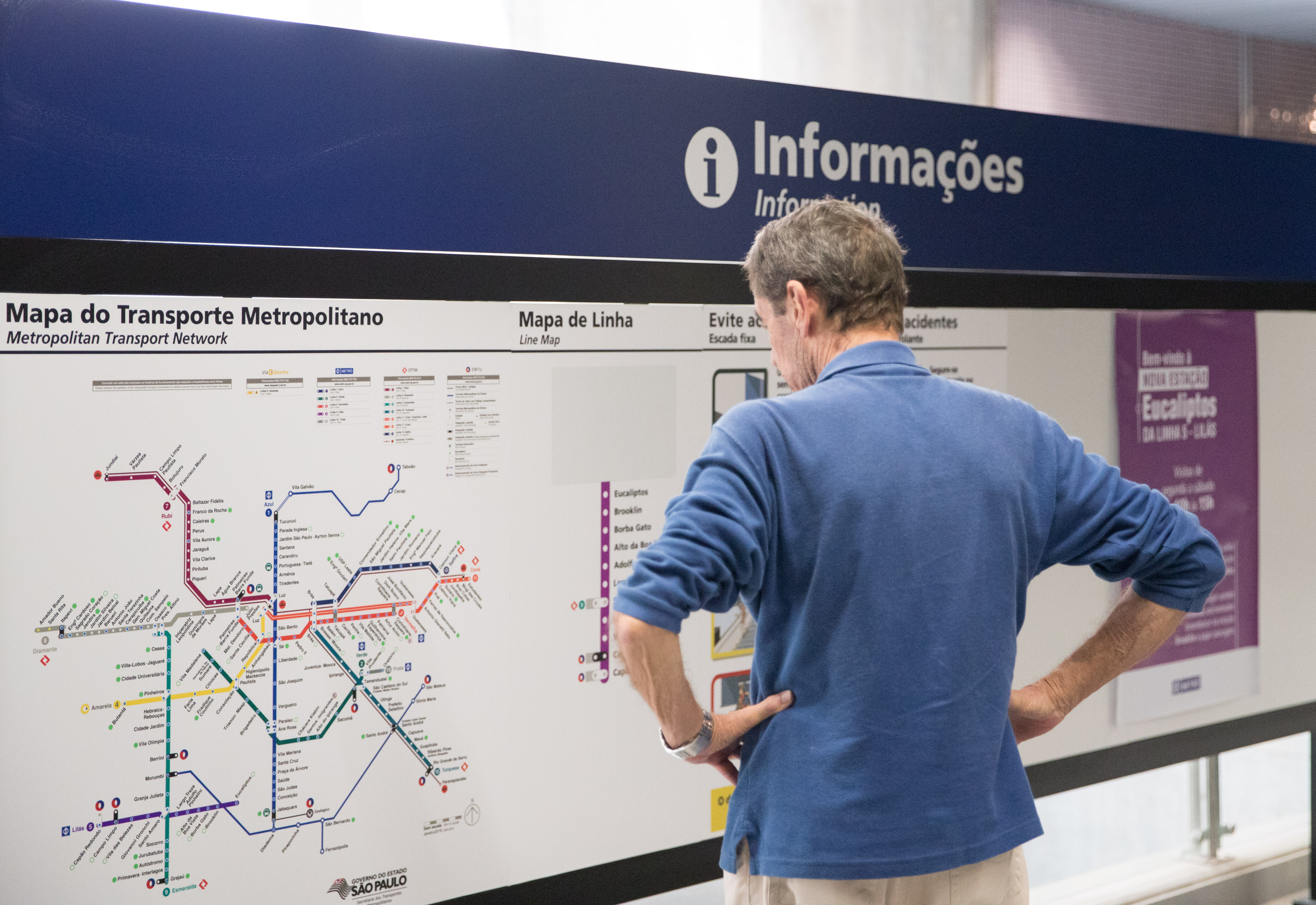

### Desserte
Eucaliptos est desservie, tous les jours de 4h40 à minuit, par les rames de la ligne 5 du métro de São Paulo.

Installations et desserte
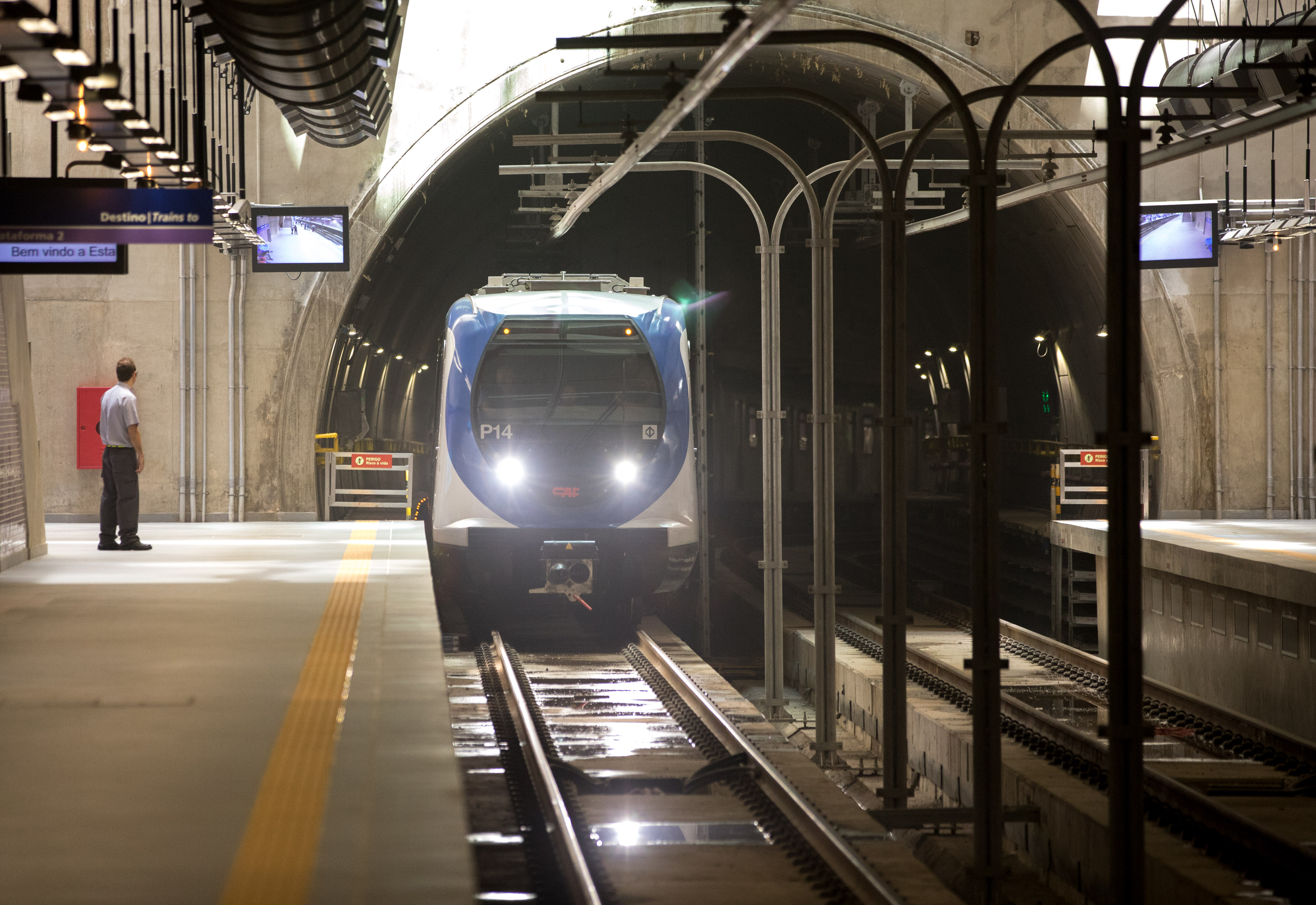
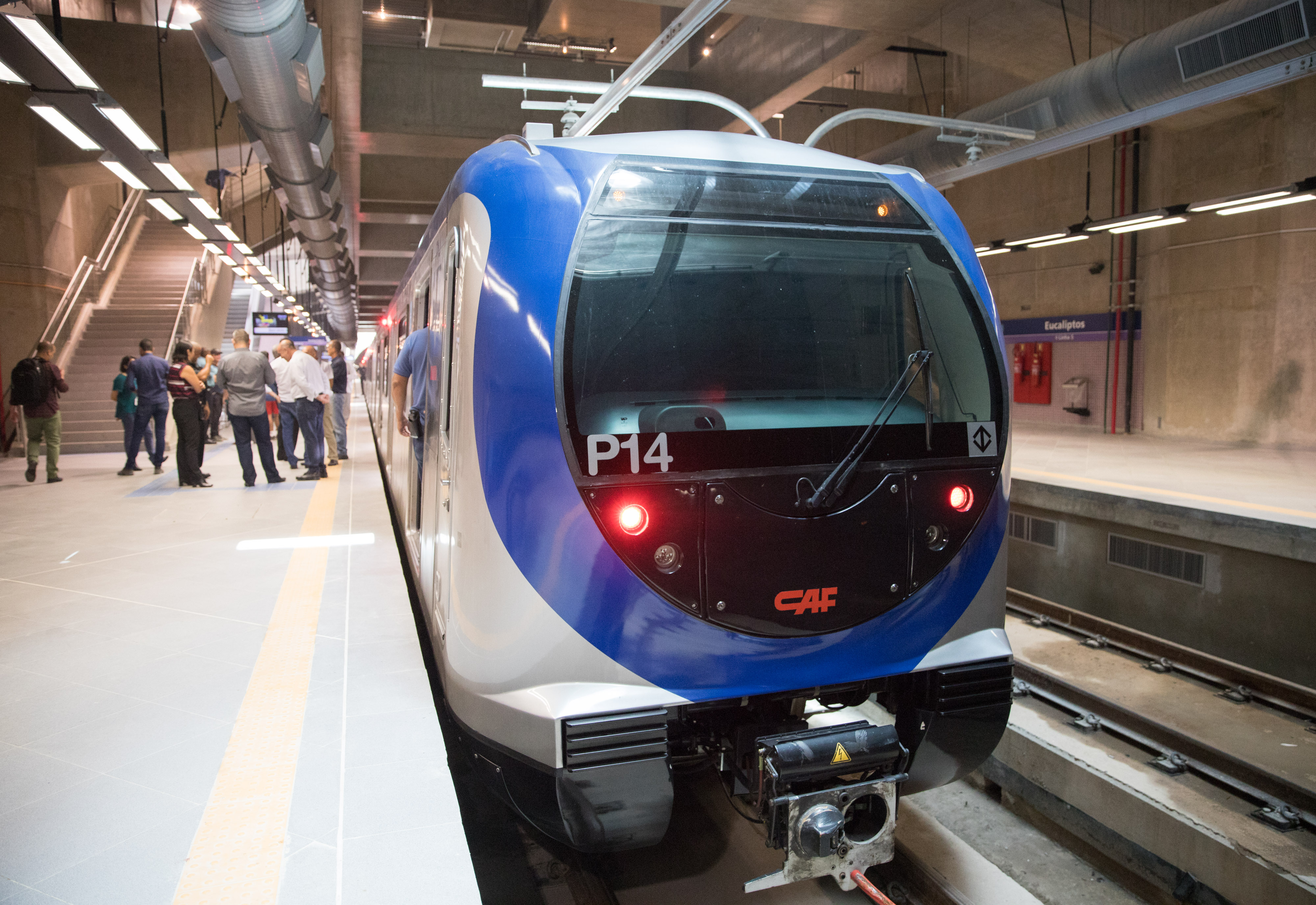

### Intermodalité
La station a une intégration tarifaire avec le corridor de bus Vereador José Diniz - Ibirapuera - Centro, sur l'avenida Ibirapuera, en face du centre commercial Ibirapuera.

## À proximité
- Shopping Ibirapuera